# Rock Band (serie)
Rock Band es una serie de videojuegos de música desarrollados por Harmonix Music Systems y MTV Games, y distribuido por EA Distribution para las videoconsolas PlayStation 2, PlayStation 3, Wii y Xbox 360, además de las videoconsolas portátiles PlayStation Portable y Nintendo DS. La serie, inspirada por Harmonix (después de dejar de contribuir a la creación de nuevo juegos de Guitar Hero), permite que hasta cuatro jugadores puedan jugar algunas de las canciones más populares de música Rock, jugando con los instrumentos de la empresa (o también con los instrumentos de Guitar Hero). Los jugadores pueden jugar con una guitarra, un bajo, una batería y cantando con un micrófono, además del teclado (desde Rock Band 3).
El primer juego, Rock Band, fue puesto a la venta (en Norteamérica) en noviembre de 2007, poco después de que Harmonix fuera adquirido por MTV Games. Su secuela fue Rock Band 2, publicado en septiembre de 2008 en Estados Unidos. Después vino el juego de la legendaria banda de rock, originaria de Liverpool: The Beatles, le siguió el juego de los famosos LEGO, cuyo nombre es Lego Rock Band (los juegos salieron a la venta en septiembre de 2009, y noviembre de 2009 respectivamente, en Estados Unidos). Pasaron 7 meses para que saliera a la venta el próximo juego, el cual era exclusivamente de la famosa banda californiana de punk rock Green Day (el juego se llama Green Day: Rock Band, el juego salió a la venta en junio de 2010 en EE. UU.). La penúltima entrega de la empresa es Rock Band 3, juego que pusieron a la venta en octubre de 2010. La última entrega es Rock Band 4, publicada en 2015
Harmonix Music Systems independientemente ha creado Track Packs, discos que contienen una selección de contenido descargable, o una selección de canciones específicas de una banda (como por ejemplo, el ACϞDC Live: Rock Band Track Pack). La compañía ha diseñado el Rock Band Network para permitir a las bandas publicar sus canciones como pistas de Rock Band, las cuales pueden ser compradas por los jugadores.
Como dato, han sido vendidos más de 13 millones de copias de títulos de Rock Band, cuyas ventas han sido valorizadas en más de US$1.000.000.000 en ventas totales. Más de 3.000 canciones, de más de 1200 diferentes artistas están disponibles en la biblioteca musical de la franquicia, y más de 100.000.000 canciones descargables han sido puestas para descargar.

## Historia

### Pre-Rock Band

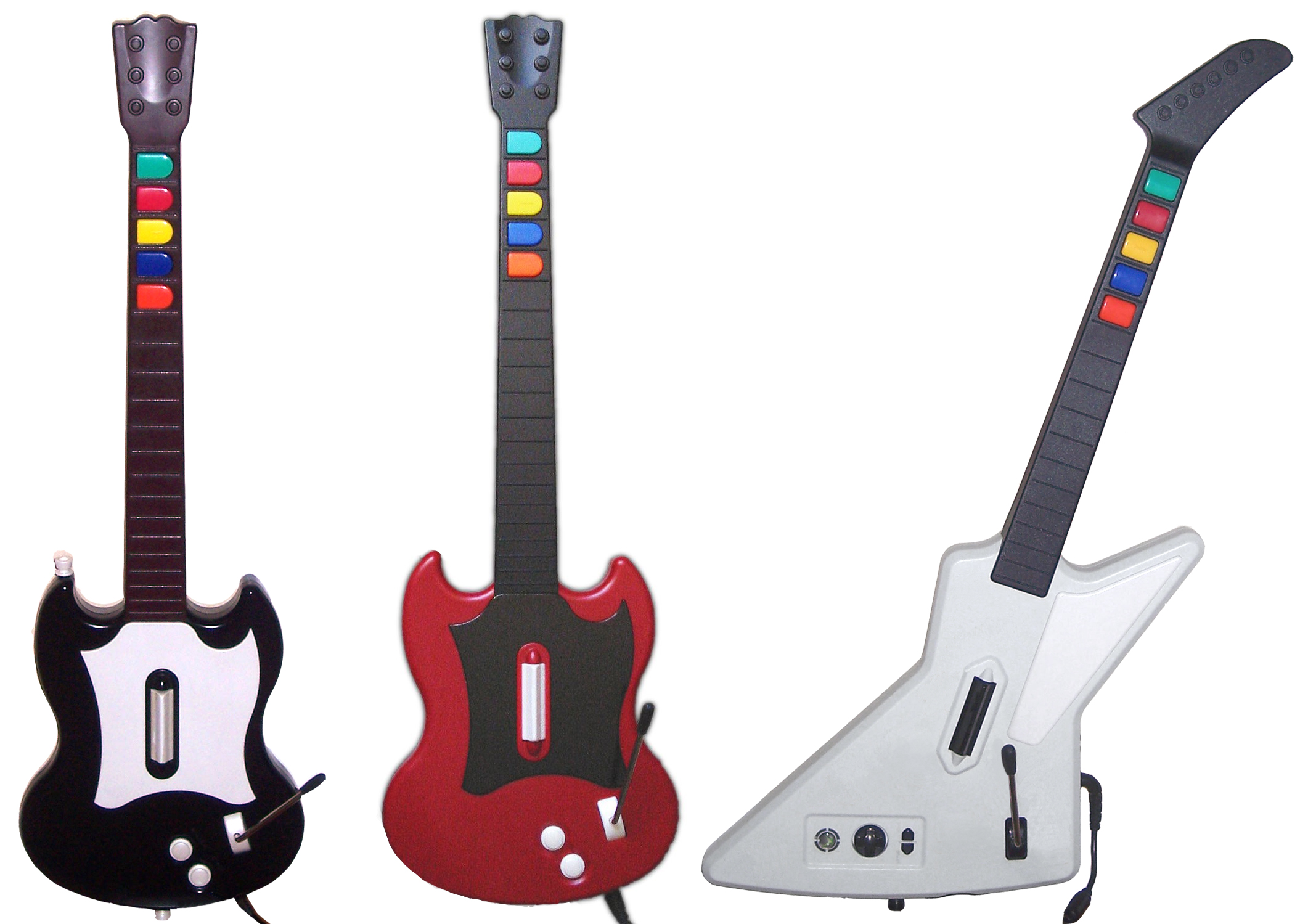
Guitarras de Guitar Hero.

Harmonix Music Systems antes había desarrollado varios videojuegos musicales, entre los cuales están Frequency, su secuela Amplitude y la serie Karaoke Revolution. Esto fue aprovechado por RedOctane para ayudar a desarrollar a la famosa serie Guitar Hero, un videojuego musical similar a GuitarFreaks de Konami en que el jugador ocupa una un especial control con forma de guitarra, que se usa para imitar a una guitarra de verdad jugando varios temas de Rock.
Guitar Hero resultó ser un éxito sorprendente, y llevó al desarrollo de múltiples secuelas (llegando a más de 20), también llegando a otros ámbitos musicales, como el Pop (en Band Hero). Harmonix siguió colaborando con RedOctane en el desarrollo de Guitar Hero II.
A medida que el éxito de la serie creció, Harmonix y RedOctane fueron adquiridos por MTV Games y Activision respectivamente, en 2006; MTV pagó US $175.000.000 para adquirir a Harmonix. RedOctane continuó publicando juegos de la serie de Guitar Hero, pero con Neversoft a bordo de las tareas de desarrollo. Pero Harmonix se comprometió por contrato a completar un último título: Guitar Hero Encore: Rocks the 80s, durante y después de las negociaciones de la compra.

### Éxito temprano (2007-2009)
Con MTV Games, una filial de Viacom, Harmonix empleó su experiencia en Guitar Hero para crear la serie que le haría competencia a su antigua empresa de juegos: Rock Band. Según Harmonix, el Vicepresidente de Desarrollo de Productos, Greg LoPiccolo, el equipo de Harmonix ya había previsto la posibilidad de diferentes instrumentos antes de que dejaran la serie Guitar Hero. Harmonix también aceptó la idea de Rock Band como una plataforma más que un título de software, y tomó medidas para incorporar el contenido descargable para ampliar las bibliotecas de música de los jugadores sin tener que comprar más de un disco nuevo.
Rock Band fue un considerado un éxito, dando lugar al desarrollo de secuelas y títulos de spin-off. Viacom bajo los términos de adquisición, pagó 175 millones de dólares, basados en bonos por desempeño para Harmonix en 2008 por sus resultados de 2007, y estaban planeando una cantidad similar a finales de 2008. La serie Rock Band anotó lo que fue considerado por los periodistas como un gran golpe cuando se negoció con éxito los derechos para usar la música de The Beatles en un videojuego, considerado un "Santo Grial" para los juegos de música.

### Debilitamiento del mercado (2009-presente)

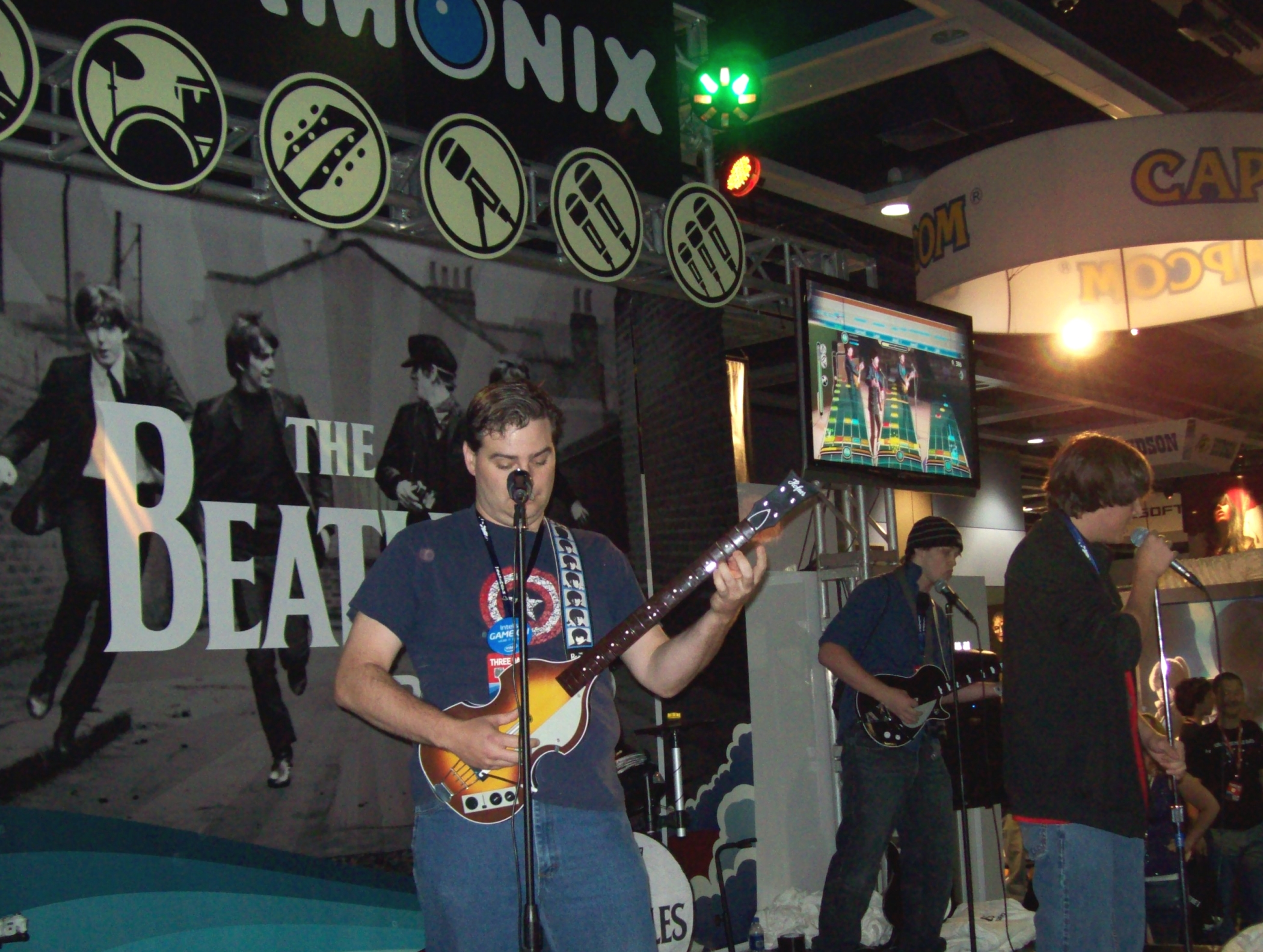
El juego The Beatles: Rock Band no cumplió con las expectativas de ventas de Rock Band.

El año 2009, el mercado de juegos musicales, en general, empezó a decaer. El mercado se había saturado de títulos, principalmente de Activision, por la expansión de la serie Guitar Hero, y los consumidores afectados por la recesión de finales de la primera década del 2000 eran menos propensos a comprar costosos controles de instrumentos musicales. Viacom ya había reportado pérdidas significativas en la serie Rock Band, y las ventas de The Beatles: Rock Band no cumplían con sus expectativas. Viacom solicitó el reembolso de US $150.000.000 ya pagados en el año 2007, a partir de los resultados de la revaluación de la serie en el año 2009. Harmonix, anticipándose a la lentitud del mercado, desarrolló el Rock Band 3 con la introducción de varias nuevas características (como la inclusión de un teclado e instrumentos profesionales) para crear un juego "renovador" para la crisis del mercado de los juegos musicales.
Aunque Viacom siguió prestando apoyo a la serie a lo largo del 2010, anunció que iba a buscar un comprador para Harmonix, citando a las continuas pérdidas de la serie y la inexperiencia de Viacom de ser un editor de videojuegos. Harmonix fue vendida a finales de 2010 a Harmonix-SBE Holdings LLC, una filial de Colombus Nova, LLC, una empresa de inversión que incluye a los accionistas de Harmonix. Aunque el pasivo neto de la venta fue valorado en casi $200 millones de dólares, incluyendo el inventario actual sin vender y mantiene los derechos de licencia de música, los analistas creen que Harmonix-SBE paga solo $50 millones de dólares por la compañía. La división de Viacom MTV Games cerró más tarde.
Como una sociedad anónima, Harmonix ha conservado los derechos de sus más famosas franquicias: Rock Band y Dance Central, y continua por apoyar y desarrollar los juegos. La empresa aún enfrenta algunas consecuencias de la venta, el despido de alrededor del 15% de su personal en febrero de 2010. En el mismo mes, Activision anunció que ha abandonado el desarrollo continuo de los títulos de Guitar Hero, que muchos periodistas consideran que anunciaba el final de los musicales. Sin embargo, Harmonix considera el cierre de Guitar Hero como "desalentador", reiteraron que se continuara con el desarrollo de juegos de Rock Band y Dance Central, y el apoyo de su contenido descargable en un futuro inmediato. Otros periodistas creen que sin competencia, Harmonix ya no tiene que desarrollar bajo la misma presión, lo que les permite pulir e innovar para futuros títulos de la serie, así como un probable resurgimiento del mercado en el futuro.

## Juegos

### Juegos principales
Harmonix ha publicado los tres títulos principales de la serie Rock Band: Rock Band (2007), Rock Band 2 (2008) y Rock Band 3 (2010). Cada juego ofrece entre 57 a 84 canciones en el disco con el apoyo de canciones adicionales para comprar como contenido descargable. Los juegos ofrecen una variedad de modos, incluyendo el modo de carrera (un jugador), los modos cooperativos en línea y off-line, como parte de la banda y modo competitivo. La mayoría de las canciones ser exportadas en futuras versiones, con una pequeña cuota de pago de licencias.

### Juegos de bandas específicas

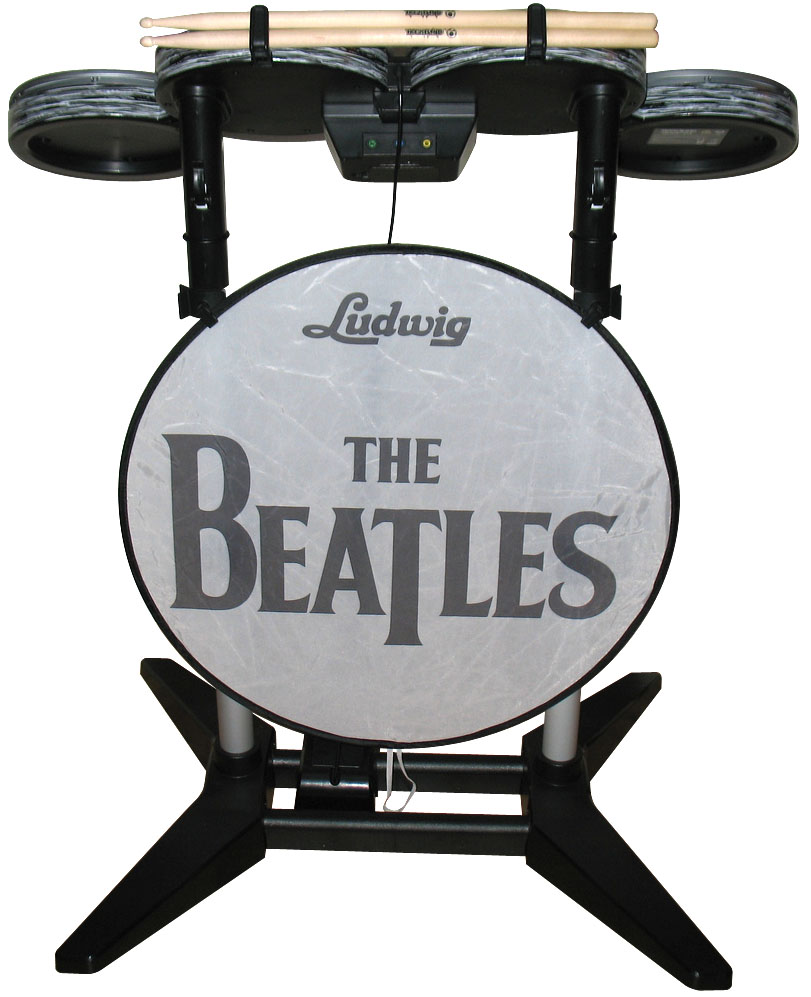
El controlador de una batería Ludwig similar a la que utilizaba Ringo Starr.

En octubre de 2008, Harmonix, junto con MTV Games, anunció un acuerdo exclusivo con Apple Corps, para producir un título independiente titulado The Beatles: Rock Band, basado en la premisa de Rock Band y con la música de la legendaria banda The Beatles. El juego fue lanzado el 9 de septiembre del 2009, coincidiendo con el lanzamiento de las versiones remasterizadas de los álbumes de los Beatles, y cuenta con una historia visual y musical de The Beatles con versiones de canciones que lanzaron en Reino Unido, desde Please Please Me hasta Abbey Road. El juego también ha sido apoyado por contenido descargable, con tres álbumes: Abbey Road, Sgt. Pepper's Lonely Hearts Club Band y Rubber Soul, disponibles para su compra. A pesar de la marca como un juego de Rock Band, el título sigue siendo como un juego independiente de la serie.
Tras del éxito de The Beatles: Rock Band, la empresa apostó por la famosa banda de punk rock Green Day, lanzando el juego Green Day: Rock Band en junio de 2010. Incluye 50 canciones (6 como contenido descargable), incluye los álbumes Dookie, American Idiot y 21st Century Breakdown completos (6 de las canciones de este último son descargables), 3 canciones de Nimrod y 2 de Insomniac y Warning. El juego incluye avatares de los miembros de la banda (Billie Joe Armstrong, Mike Dirnt y Tré Cool) en sus actuaciones en The Warehouse, Milton Keynes y Fox Theatre.

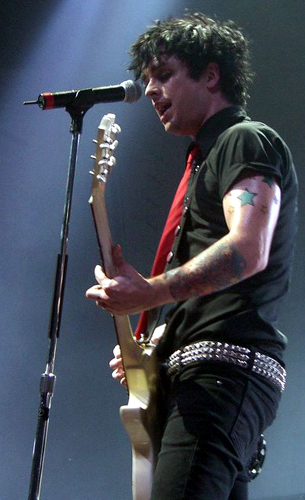
Billie Joe Armstrong en un tour de American Idiot.

Varias Bandas han declarado que están buscando o están trabajando con Harmonix para desarrollar el contenido para un juego de una banda específica. La banda Pearl Jam está trabajando con Harmonix y MTV Games, junto con Rhapsody en un juego de Rock Band relacionado con la banda. Se desconoce en este momento si el contenido se dará a conocer como un juego exclusivamente de la banda, un paquete de canciones (o Track Pack), una colección de canciones descargables o en el contenido de una futura entrega de Rock Band. No hay fecha programada para la salida del juego, pero en agosto de 2011 se rumorea que el proyecto de Pearl Jam será lanzado como contenido descargable.
La banda U2, después de haber rechazado la opción de aparecer en un juego de Rock Band en 2008, están reconsiderando esa opción después de ver el éxito de The Beatles: Rock Band, según el bajista Adam Clayton.
Del mismo modo, la legendaria banda de rock británica Queen habla de un posible título para su grupo dentro de Rock Band, según su guitarrista Brian May
A partir de mayo de 2011 no se ha anunciado ningún título centrado en Queen, sin embargo, lanzaron el título de los bloques de LEGO, el LEGO Rock Band.
Roger Daltrey, cantante de The Who, declaró que Rock Band estaba desarrollando un título basado en la música de su banda, juego que estaría disponible en 2010. Sin embargo en mayo de 2011, ese título en particular no ha visto una fecha de lanzamiento.
Janie Hendrix (hermana de Jimi Hendrix) había declarado que permiten que las obras de Jimi Hendrix sean utilizadas para un juego de Rock Band para ser lanzado en 2010, esto fue confirmado más tarde, se licenciarían varios álbumes completos de Hendrix como contenido descargable.

### Spin-offs

Logo de la famosa empresa de bloques: LEGO

Harmonix y MTV Games han trabajado con TT Games y Traveller's Tales (los desarrolladores de los distintos videojuegos de LEGO como la famosa saga de LEGO Star Wars) y Warner Bros. Interactive Entertainment para crear LEGO Rock Band. El juego incluye canciones que son "aptas para el público más joven". El juego también incluye la "diversión, personalidad y el humor de la franquicia de LEGO", permitiendo a los jugadores crear su propio avatar al estilo LEGO. El juego añade a las dificultades del juego la dificultad "super fácil", modo de juego para dar cabida a los jugadores más jóvenes. El juego que fue lanzado el 3 de noviembre de 2009 para Wii, Xbox 360 y PlayStation 3, compatible con todos los instrumentos de Rock Band. además de los de Guitar Hero (serie). El juego es capaz de utilizar el contenido descargable de otros juegos de Rock Band que se han considerado aceptables para la audiencia del juego, excepto para Wii.
Harmonix había planeado lanzar un spin-off de Rock Band para el público japonés en el desarrollo en conjunto con Q Entertainment. El título, anunciado inicialmente en 2008, habría ofrecido J-Pop, y habría sido "el primer juego originado en Estados Unidos de música rock en estar muy enfocado al mercado japonés". tales como X Japan. Harmonix ha afirmado que este proyecto ha sido abandonado, pero han considerado que la inclusión de la música popular japonesa como contenido descargable de Rock Band. Alex Rugopulos aclaró más tarde que era difícil conseguir licencias de música japonesa, y tuvo en cuenta tanto el coste de fabricación y envío de controladores de instrumentos a Japón, y el limitado espacio que muchos jugadores japoneses tienen en sus casas.

### Lista de juegos
- Rock Band
- Rock Band 2
- Rock Band 3
- Rock Band 4
- AC/DC Live: Rock Band
- The Beatles: Rock Band
- Green Day: Rock Band
- Lego Rock Band
- Rock Band Blitz
- Rock Band Track Packs